# Euchromia formosana
Euchromia formosana är en fjärilsart som beskrevs av Butler 1888. Euchromia formosana ingår i släktet Euchromia och familjen björnspinnare. Inga underarter finns listade i Catalogue of Life.